# Juan José Oré
Juan José Oré Herrera (Lima, 12 giugno 1954) è un ex calciatore peruviano, di ruolo attaccante.

## Carriera

### Club
Ha giocato nel campionato peruviano, in quello greco ed in quello cileno.

## Palmarès

### Club

#### Competizioni nazionali
- Campionato peruviano: 3

Universitario: 1974, 1982
Sporting Cristal: 1983